# Freedom Hall
Die Freedom Hall ist eine Multifunktionsarena in Louisville, Kentucky auf dem Gelände des Kentucky Exposition Center. Zwischen Dezember 1956 und 2010 war die Arena Heimstadion der „Louisville Cardinals“, dem Sportteam der University of Louisville, für den Bereich Herren-Basketball. Die Halle war darüber hinaus sechsmal Austragungsort des NCAA Basketball Final-Four-Turniers.

## Geschichte

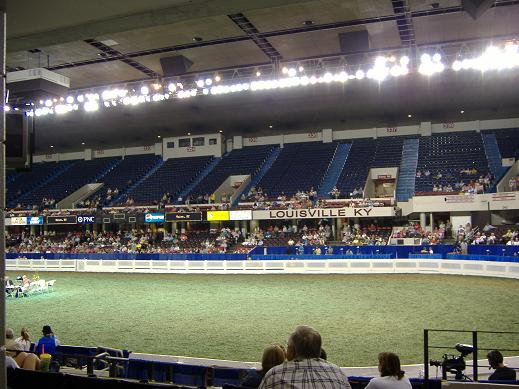
Der Innenraum der Freedom Hall

1956 wurde die Arena eröffnet und seitdem mehrmals renoviert. 1984 erfolgte die Absenkung des Hallenbodens um drei Meter, sodass die Zuschauerkapazität von 16.613 auf heute 18.749 bei Basketballspielen und 19.169 bei Konzerte heraufgesetzt werden konnte. Die Rekordkulisse bei einem Basketballspiel wurde am 21. Januar 2006 mit 20.091 Zuschauern bei einem Spiel der Cardinals gegen die University of Connecticut erreicht. Im Laufe der Jahre wurde die Arena von verschiedenen Franchises genutzt, unter anderem von den Louisville Rebels aus der International Hockey League, den Kentucky Colonels aus der American Basketball Association sowie den Louisville Panthers aus der American Hockey League. Das letzte Profiteam, das die Halle als Heimstadion nutzte, waren die Louisville Fire aus der zweitklassigen Arena-Football-Liga af2.

## Wichtige Veranstaltungen in der Freedom Hall

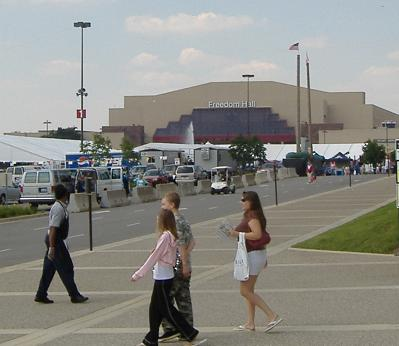
Die Freedom Hall aus der Entfernung

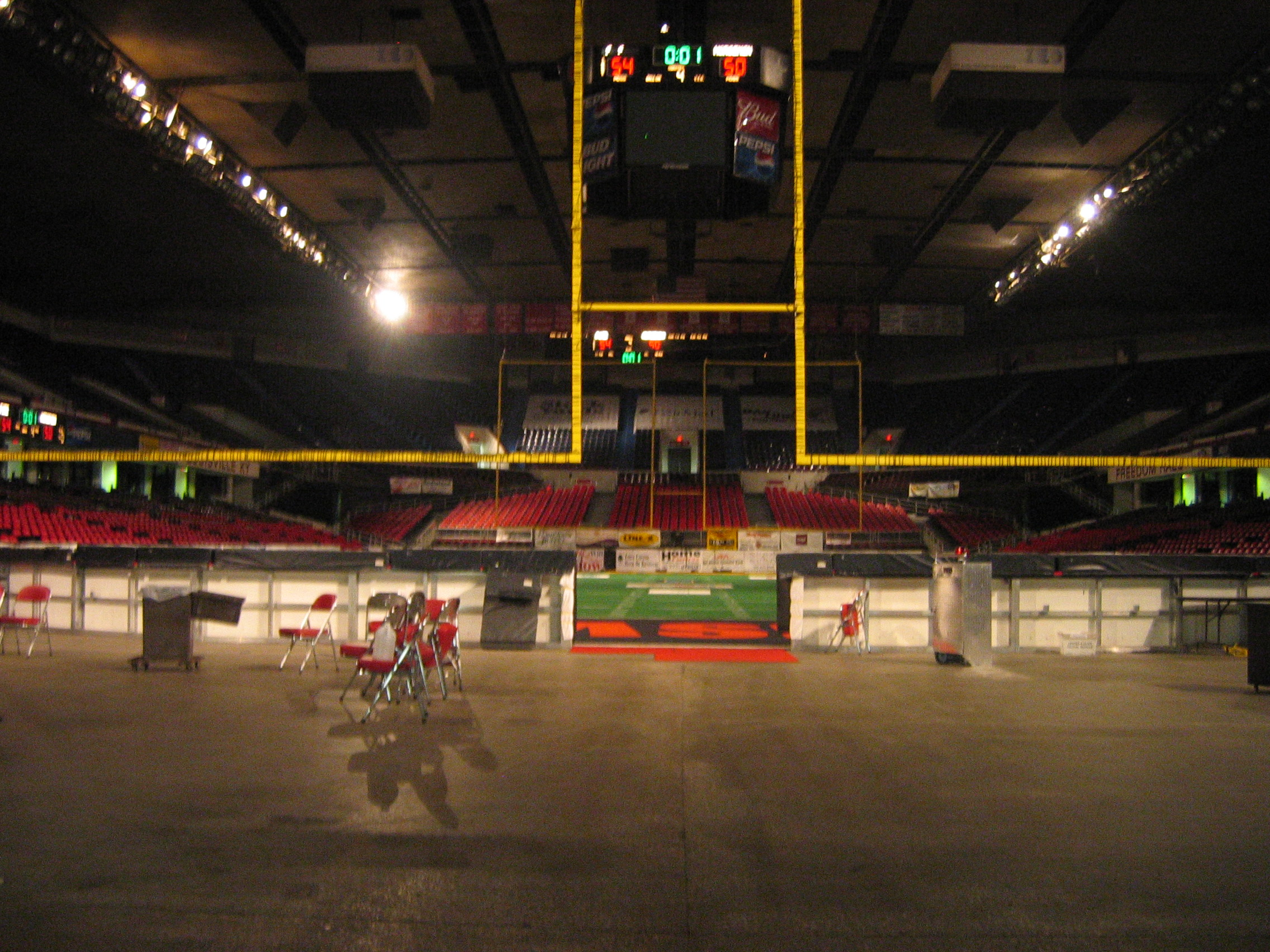
Die Halle mit Arena-Football-Feld

### Turniere der NCAA
- Final Four 1958
- Final Four 1959
- Final Four 1962
- Final Four 1963
- Final Four 1967
- Final Four 1969
- Regionalfinale Midwest 1976
- Erste und zweite Finalrunde Midwest 1983
- Regionalfinale Southeast 1987
- Erste und zweite Finalrunde Southeast 1991

### Konzerte
- 1964: The Beach Boys, The Kingsmen
- 1966: The Monkees
- 1968: The Doors
- 1974: Grateful Dead
- 1975: The Rolling Stones
- 1976: Elton John, Elvis Presley, Yes, KISS, Aerosmith
- 1977: Boston, Led Zeppelin, Pink Floyd, Yes, Donovan, KISS, AC/DC
- 1978: Billy Joel
- 1979: Yes
- 1980: Van Halen, Yes
- 1981: The Rolling Stones, The Who
- 1982: Van Halen
- 1984: Van Halen
- 1986: Prince
- 1987: Yes
- 1988: Def Leppard, Tesla, Michael Jackson, AC/DC
- 1989: Grateful Dead
- 1991: AC/DC
- 1992: Van Halen, Metallica
- 1993: Grateful Dead
- 1994: Billy Joel, Aerosmith
- 1996: KISS, Alice in Chains, AC/DC
- 1997: Metallica, Elton John
- 1999: John Mellencamp, Cher
- 2000: Tina Turner, Lionel Richie
- 2001: Red Hot Chili Peppers, Foo Fighters, Tool
- 2002: Janet Jackson, Cher, Cyndi Lauper
- 2003: KISS, Aerosmith
- 2004: Metallica, Van Halen
- 2005: John Mellencamp, Donovan
- 2006: Coldplay, Bob Seger & The Silver Bullet Band
- 2007: Def Leppard, Styx, Foreigner, Bob Dylan, Elvis Costello
- 2007: Lynyrd Skynyrd (Live From Freedom Hall)
- 2008: Reba McEntire, Kelly Clarkson
- 2009: AC/DC
- 2010: AC/DC